# Jean-Marc Rouillan
Jean-Marc Rouillan (Auch - 1952) también conocido por el nombre Jann-Marc Rouillan,nacido el 30 de agosto de 1952 en Auch, es un militante de extrema izquierda y escritor francés, fundador y jefe del grupo armado Action Directe. https://fr.wikipedia.org/wiki/Jean-Marc_Rouillan
Durante los años 1970 Rouillan participó en España en la creación del Movimiento Ibérico de Liberación y de los Grupos de Acción Revolucionaria Internacionalista (GARI), organizaciones de agitación armada que formaron parte del movimiento obrero clandestino antifranquista en el área de Barcelona y en el sur de Francia.
En 1979 fue uno de los fundadores de Action Directe y fue arrestado por primera vez en 1980 en compañía de Nathalie Ménigon. Tras la investidura de François Mitterrand como presidente de la República, Rouillan se benefició de una amnistía presidencial en 1981 y fue liberado junto con los otros militantes de Action Directe y de los GARI, pero decidió pasar a la lucha armada constituyendo una célula terrorista junto con Ménigon, Joëlle Aubron y Georges Cipriani.
Las acciones violentas de la célula de Rouillan comenzaron en 1982 con el asesinato de Gabriel Chahine, un confidente de la policía que colaboró en su detención de 1980, y culminó con el asesinato del general René Audran, en 1985, y el del presidente director general de la empresa Renault Georges Besse el 17 de noviembre de 1986, a raíz de un despido masivo de miles de trabajadores de las fábricas de la empresa.
Fueron capturados el 21 de febrero de 1987 en una granja a proximidad de Vitry-aux-Loges en el departamento de Loiret. Los asesinatos comportaron a Rouillan y sus colaboradores una condena a prisión perpetua en 1987, no obstante combinada en su caso con una peine de sûreté o período de seguridad de dieciocho años.
En prisión, Rouillan manifestó en Le Figaro no renegar de sus convicciones y considerarse un prisionero político. Apoyó a sus compañeros de Acción Directa mediante huelgas de hambre y escritos. Es autor de diversos libros, sobre recuerdos de sus años de lucha con sus compañeros de los GARI, crónicas carcelarias y recopilación de textos en los que denuncia las condiciones de vida en las prisiones francesas.
En 1999 se casó con Nathalie Ménigon en Fleury-Mérogis, siendo encarcelado en la prisión central de Lannemezan en los Hautes-Pyrénées. En su obra Lettre à Jules, Rouillan se dirige a Jules Bonnot, jefe de la Bande à Bonnot, grupo de activistas anarquistas que a principios del siglo XX se distinguió por asaltar distintos bancos expropiando para la causa anarquista.
El 26 de septiembre de 2007 un tribunal de París le concedió el régimen de semilibertad y el 17 de diciembre fue trasladado al centro de semilibertad de Marsella.
Durante su encarcelamiento escribió regularmente en el periódico francés mensual de crítica y experimentación social CQFD, abreviatura de "Ce Qu'il Faut Dire, Détruire, Développer" (Lo Que Es Necesario Decir, Destruir, Desarrollar), donde distintos movimientos sociales abordan temas como la precariedad laboral, la okupación, el ecologismo, antiglobalización o las condiciones de presos en las cárceles.
El 30 de octubre de 2008, el semanario L'Express publicó una entrevista con Rouillan en la que, a la pregunta sobre si se arrepentía del asesinato de Georges Besse, respondió: « Je n'ai pas le droit de m'exprimer là-dessus... Mais le fait que je ne m'exprime pas est une réponse. Car il est évident que, si je crachais sur tout ce qu'on avait fait, je pourrais m'exprimer. Par cette obligation de silence, on empêche aussi notre expérience de tirer son vrai bilan critique ». En opinión de la fiscalía de París estas frases infringieron la prohibición, que formaba parte de su régimen de semilibertad, de hacer declaraciones que se refieran a los hechos por los que fue condenado. Por ello la semilibertad de Rouillan se supendió de forma preventiva el 2 de noviembre de 2008 en espera de la decisión del Juez de vigilancia penitenciara que confirmó dicha suspensión el 16 de noviembre de 2008.
Le fue concedida la libertad condicional el 18 de mayo de 2012.

## Obras
- Je hais les matins, Denoël, 2001 (Odio las mañanas, prólogo de Martin Winckler, editorial Llagut, Barcelona 2004)[12]
- Paul des épinettes ou la myxomatose panoptique : récit, L'Insomniaque, 2002
- Glucksamschlipszig, le roman du Gluck, L'Esprit frappeur, 115, 2003 ISBN 2-84405-195-2
- Lettre à Jules, Agone, 2004 ISBN 2-7489-0019-7
- La Part des loups, Agone, 2005 ISBN 2-7489-0050-2
- De mémoire (1), Agone, 2007 ISBN 978-2-7489-0069-9
- Le Capital humain, L'arganier, 2007 ISBN 2-912728-51-7
- Chroniques carcérales (2003-2007), Agone, 2008 ISBN 978-2-7489-0089-7
- Les Viscères polychromes de la peste brune (avec 21 interventions de Dado), Editions de La Différence, 2009 ISBN 978-2729118457
- De mémoire (2), Agone, 2009 ISBN  978-2-7489-0096-5
- Paul des épinettes et moi : Sur la maladie et la mort en prison, Agone, 2010 ISBN  978-2-7489-0116-0
- Infinitif présent, Éditions de La Différence, 2010 ISBN 978-2-7291-1880-8
- De mémoire (3), Agone, 2011 ISBN 978-2-7489-0141-2
- Autopsie du dehors, Ed. Al Dante, mars 2012 ISBN 978-2847618242
- Le Tricard, Chronique du dehors d'un interdit de séjour, Ed. Al Dante, 2013 ISBN 978-2847617887
- Le Rat empoisonné, Agone, 2014 ISBN 978-2847617610
- Je regrette, Agone, 2016 ISBN 978-2-7489-0249-5